# Bárbara Camblor
Bárbara Camblor (* 24. April 1994) ist eine spanische Leichtathletin, die sich auf den Sprint spezialisiert hat.

## Sportliche Laufbahn
Erste internationale Erfahrungen sammelte Bárbara Camblor im Jahr 2011, als sie bei den Jugendweltmeisterschaften nahe Lille im 400-Meter-Lauf mit 56,25 s im Halbfinale ausschied und mit der spanischen Sprintstaffel (1000 Meter) mit 2:12,00 min den Finaleinzug verpasste. Anschließend gewann sie beim Europäischen Olympischen Jugendfestival (EYOF) in 55,03 s die Bronzemedaille über 400 Meter. 2016 belegte sie bei den Ibero-Amerikanischen Meisterschaften in Rio de Janeiro in 54,80 s den achten Platz über 400 Meter und gewann mit der spanischen 4-mal-400-Meter-Staffel in 3:36,16 min die Silbermedaille hinter dem Team aus Brasilien. Anschließend wurde sie bei den U23-Mittelmeermeisterschaften in Tunis in 54,34 s Fünfte über 400 Meter und verpasste dann bei den Europameisterschaften in Amsterdam mit 3:33,57 min den Finaleinzug mit der Staffel. Bei den World Athletics Relays 2021 im polnischen Chorzów verpasste sie mit 3:34,92 min den Finaleinzug in der 4-mal-400-Meter-Staffel und auch bei den Weltmeisterschaften 2023 in Budapest schied sie mit der Staffel mit 3:31,91 min im Vorlauf aus.
In den Jahren 2015, 2016 und 2018 wurde Camblor spanische Meisterin in der 4-mal-400-Meter-Staffel.

## Persönliche Bestzeiten
- 400 Meter: 53,09 s, 30. Juli 2023 in Torrent
  - 400 Meter (Halle): 54,10 s, 19. Februar 2023 in Madrid